# Lucèria
Lucèria (grec antic: Λουκερία, llatí: Luceria) va ser una antiga ciutat de la Pulla a l'interior, a uns 18 km d'Arpi i 15 de Aecae (Troia). Els antic l'esmenten com a ciutat dels daunis i la tradició que transmeten els grecs és que la va fundar l'heroi Diomedes juntament amb Arpi i Canusium, i com a prova s'argumentava que l'antiga estàtua de Minerva que hi havia al temple de la ciutat era en realitat el Pal·ladi que l'heroi havia portat de Troia, segons diuen Estrabó i Plini el Vell. Però probablement era una ciutat dels oscs, de la branca osca dels apulis, i no pas dels daunis.
Res es coneix de la història de la ciutat abans de la segona guerra samnita quant va fer aliança amb Roma junt amb altres ciutat dels apulis l'any 326 aC i després no es va voler aliar amb els samnites com altres ciutats. Els samnites la van assetjar i quan els romans anaven en la seva ajuda van patir el desastre de la batalla de les Forques Caudines. Després de la derrota romana, Lucèria va passar als samnites, i pel tractat de Caudium, entre romans i samnites, la ciutat va rebre els hostatges que Roma es va veure obligada a lliurar. L'any 320 aC Luci Papiri Cursor Mugil·là va assetjar la ciutat que va oferir una resistència ferotge, fins que va ser recuperada pels romans després de derrotar els 7000 samnites de guarnició, obtenint un gran botí i recuperant els ostatges deixats en el temps de les Forques Caudines. Diodor de Sicília diu que era la ciutat més important de la Pulla. L'any 314 aC els samnites la van ocupar breument però els romans la van recuperar matant a gran part dels seus habitants i hi van establir una colònia de 2500 homes amb dret llatí.
El 294 aC els samnites la van assetjar però el cònsol Marc Atili Règul va anar en socors i segons uns va derrotar els atacants i segons altres va ser derrotat i es va refugiar a la ciutat amb les restes de l'exèrcit. En parla Titus Livi, que dona les dues versions.
A la Segona Guerra Púnica va ser una de les principals bases dels romans i quarter d'hivern de les tropes romanes durant successives campanyes, per la seva bona situació estratègica sobre la Pulla. Encara que va patir molt durant la guerra, va ser una de les 18 colònies llatines que l'any 209 aC va oferir seguir contribuint a les despeses de guerra en diners i homes, i per això va rebre l'agraïment del senat romà per la seva fidelitat.
Després no se'n parla gaire, però era encara una ciutat important, segons diu Ciceró. A la Segona Guerra Civil romana entre Juli Cèsar i Pompeu Magne va ser partidària del darrer que la va convertir en el seu quarter general fins que el va traslladar a Brundusium.
Estrabó ja en parla com una ciutat decadent igual que Canusium i Arpi, però encara era una ciutat gran i va conservar certa importància i prosperitat durant l'Imperi. Sota August va rebre segurament una nova colònia, pel que es dedueix del que en diu Plini el Vell, i el seu rang colonial està testimoniat per inscripcions. A la Taula de Peutinger apareix com la ciutat principal de la Pulla i seu d'algun magistrat de la província (Praetorium Laverianum).
Al segle vii seguia tenint importància, i l'esmenta Pau Diaca com a una de les «urbes satis opulentas» ('ciutats bastant opulentes') que encara quedaven a la Pulla. L'any 663 l'emperador romà d'Orient Constant II la va conquerir als longobards i després la va destruir totalment. No es va recuperar fins que l'emperador Frederic II la va restaurar l'any 1227. Per una mala lectura del manuscrit de Claudi Ptolemeu (Νουκερία per Λουκερία) se la va confondre amb Nucèria (Nuceria, moderna Nocera). S'han trobat restes romanes (pedres, estàtues...) però les ruïnes són molt escasses.